# Daniel Lundius
Daniel Lundius, född 1 augusti 1666, död 25 december 1747 i Strängnäs, var en svensk teolog och orientalist, samt biskop i Strängnäs stift 1731-1747.
Lundius föddes som son till kyrkoherden Daniel Lundius och Elisabet Busmontana i Fogdö prästgård i Södermanland 1 augusti 1666.
Efter sex års studier vid Uppsala universitet blev Lundius magister, och reste då i likhet med de flesta unga vetenskapsmän vid denna tid till Tyskland och Holland för att läsa teologi och filologi vid de främsta lärosätena. När han återvänt till Sverige, fick han av filosofiska fakulteten i Uppsala förord till en ledig professur i Åbo, som dock gick honom ur händerna.
Istället antog Lundius en kallelse om att bli regementspastor vid Södermanlands infanteri och prästvigdes 1696. Två år senare, 1698, utnämndes han till teologie adjunkt i Uppsala och befordrades 1703 till linguarum orientalis professor. Han blev befullmäktigad teologie professor 1711, och fick teologie doktorsvärdighet 1719.
Efter ytterligare akademisk karriär utnämndes han 1731 till biskop i Strängnäs. Trots sin ålder, 65 år då han tillträdde, hann han ändå inneha positionen i 16 år innan sin död. Lundius avled vid en ålder av 81 år den 25 december 1747 i Strängnäs. Han åtnjöt stort anseende bland sin tids lärde, och ansågs av samtiden som en av landets främsta teologer.
Lundius var i första äktenskapet 1696 gift med Maria Heland och i andra äktenskapet 1739 med Eva Lillieflycht, barnbarn till Strängnäs tidigare hädangångna biskop Ericus Gabrielis Emporagrius.